# 99 Luftballons
99 Luftballons (Neunundneunzig Luftballons, littéralement « 99 ballons de baudruche » en allemand) est une chanson engagée contre la guerre froide du groupe pop rock ouest-allemand Nena, sortie en 1983, interprétée par la chanteuse éponyme. Elle est un succès international.

## Historique et explication de la chanson
La musique est composée par Uwe Fahrenkrog-Petersen, le pianiste du groupe Nena, tandis que le guitariste Carlo Karges écrit les paroles de la version originale en allemand. La version anglaise de la chanson, intitulée 99 Red Balloons, est écrite par Kevin McAlea qui confère au texte un ton plus satirique que l'original.
Lors d'un concert des Rolling Stones à Berlin en 1982, auquel assiste Carlo Karges, des ballons de baudruche sont lâchés dans le ciel. Il imagine alors que ces ballons pourraient franchir le Mur et être pris pour des ovnis par les gardes est-allemands.
La chanson sort en pleine période d'intensification de la course aux armements dans le cadre de la guerre froide. Les États-Unis et l'Union soviétique essaient chacun de montrer leur supériorité sur l'autre. Tout d'abord, en novembre 1983, l'Union soviétique interprète l'exercice annuel de conditionnement à une guerre nucléaire de l'OTAN comme une réelle préparation à une guerre nucléaire. Elle active ainsi en réponse ses propres armements. Quelques mois après, en janvier 1984, les Américains déploient les missiles Pershing II en Allemagne de l'Ouest, répondant ainsi à la demande formulée en 1979 par le gouvernement SPD de Helmut Schmidt, inquiet de l'absence de réaction de l'OTAN devant le déploiement des missiles nucléaires SS-20 soviétiques, capables d'annihiler les principaux points stratégiques de l'Europe de l'Ouest en une seule frappe. Cette position est contestée par les mouvements pacifistes, dont le mot d'ordre à l'époque est « plutôt rouge que mort » (« Lieber rot als tot »).
C'est dans ce sentiment de révolte et d'exaspération que Nena crée 99 Luftballons. Les paroles sont très engagées contre la guerre froide et rappellent les récents événements précédemment évoqués. Le thème général est l'histoire de 99 ballons qui flottent dans le ciel et qui sont identifiés par les forces militaires comme une attaque. Ainsi toute l'armée et tous les armements sont mobilisés pour neutraliser les ballons et provoquent une gigantesque explosion destructrice qui dévaste la planète.
Dans sa chanson, Nena se moque des dirigeants de l'époque qui sont constamment sur le point de déclencher une guerre mondiale et de la quantité faramineuse des armements. La chanson reflète également le climat de tension de cette période tout comme celle du chanteur anglais Sting avec son titre Russians (1985).

## Reprises
La chanson a été reprise par de nombreux groupes, notamment par le groupe punk hardcore 7 Seconds en anglais, par Siobhan DuVall, par Goldfinger, par un groupe de rock japonais nommé Beat Crusaders, par Scarface des Geto Boys sur la piste Goin' Down dans son album The Diary et par le groupe électro-rock français Liquid Architecture. 
Le titre a aussi été repris par le DJ catalan Xavi Metralla en 2001. Elle est également reprise dans l'album Décalage immédiat en 2013 par Helmut Fritz et Barbara Schulz. En 2023, c’est l’artiste française Zaho de Sagazan qui reprend la version allemande de la chanson lors de différentes prestations sur scène avant qu’elle ne soit également disponible sur les plateformes de streaming.[réf. souhaitée]

## Utilisation dans d'autres œuvres
- La chanson a été utilisée dans plusieurs films, dont Atomic Blonde (2017) Eurotrip (2004), Sex Academy (2001), La Beuze (2003), Le Dernier Gang d'Ariel Zeitoun (2007), Boogie Nights (1997), Camille redouble (2012), Le Correspondant (2016) et Watchmen : Les Gardiens (2009) pour le fond de la chanson, et en musique de fond dans le téléfilm Rocket Power: Race Across New Zealand diffusé sur la chaîne américaine Nickelodeon en 2002. Elle fut également à l'honneur dans le premier épisode de la saison 1 de Earl et dans le premier épisode de la saison 1 de Deutschland 83. En 2010 elle fait aussi partie de la bande originale du film Mr. Nobody de Jaco Van Dormael. La chanson est également présente dans le film Atomic Blonde (2017), dans son format original ainsi que dans une réinterprétation, plus lente et sombre, créée pour le film par Kaleida.

- En jeu vidéo, on la trouve dans Grand Theft Auto: Vice City et Gran Turismo 3 (2000). Une version arrangée est disponible dans la playlist du jeu Donkey Konga sur Nintendo Game Cube. Elle apparait également dans Just Dance 2014.

- Dans Les Simpson (16e saison, épisode 17 - La grande malbouffe), Homer chante cette chanson alors qu'il se fait harceler par des touristes allemands.

- Dans la série américaine Scrubs (2e saison, épisode 20 - Mon interprétation), le héros John Dorian veut utiliser la chanson pour communiquer avec un malade allemand ne parlant pas un seul mot d'anglais.

- Dans la série américaine 30 Rock (3e saison, épisode 12 - Larry King), l'héroïne de la série Elizabeth "Liz" Lemon, interprétée par Tina Fey chante cette chanson à deux reprises en la faisant faussement passer auprès de son jeune collègue pour la berceuse que lui chantait sa grand-mère décédée et qui serait enregistrée dans son téléphone portable qu'elle essaie de récupérer avec l'aide justement de ce jeune collègue dans un quartier plutôt malfamé.

- Dans la série horrifique américaine Scream Queens (2e saison, épisode 7 - La Main), Chanel (Emma Roberts), Chanel #3 (Billie Lourd) et Chanel #5 (Abigail Breslin) chantent la chanson pour apaiser la main du Dr Brock pendant une opération délicate. Lorsque l'opération se termine et que le cœur de la patiente recommence à battre, la chanson est chantée par le groupe original.

- Dans la série 12 monkeys saison 3 épisode 1, Jennifer Goines la chante lorsqu'elle se retrouve face à des soldats allemands en 1917.

- Nena a elle-même repris la chanson dans le cadre des émissions d'Arte diffusée pendant l'été 2009, Arte Summer 80's ; Nena chante le premier et le dernier couplet de cette chanson en français pour l'occasion[5]. Dans cette nouvelle version, le général qui crie haro aux ballons ressemble tantôt à Vladimir Poutine, tantôt à George W. Bush, et on lui lance à lui aussi des chaussures. Pour ces mêmes Arte Summer 80's, la chanson a également été interprétée par la contrebassiste française Sarah Murcia[6].

- Au théâtre, elle a été utilisée dans la pièce Forêts, écrite et mise en scène par Wajdi Mouawad.

- Dans la série américaine Gilmore Girls (saison 3, épisode 13) Lorelai Gilmore interprétée par Chelsea Brummet dans un flashback, écoute la chanson avec ses écouteurs et son walkman juste avant son accouchement.

## Divers
- Le clip vidéo pour 99 Luftballons a été filmé aux Pays-Bas, près du village de Crailo, en mars 1983, pour le programme de télévision AVRO's TopPop (Source : Wikipedia néerlandais, « Stapelplaats Crailoo »).
- La version allemande de la chanson a également été utilisée pour les besoins d'une publicité du groupe de télécommunication canadien Telus mettant en scène des porcelets s'envolant accrochés à des ballons rouges (Red Balloons).
- Un remix de la chanson fut utilisé par Audi USA dans une publicité[7] mettant en scène une bataille de ballons d'eau entre différents propriétaires de voitures Audi.
- VH1 Classic, une chaîne de télévision câblée américaine, a lancé une œuvre caritative en faveur des sinistrés de l'ouragan Katrina en 2006. Les téléspectateurs qui faisaient un don étaient autorisés à choisir les clips diffusés par la chaîne. Un téléspectateur promit 35 000 $ afin de pouvoir programmer ce qu'il voulait durant une heure entière et demanda la diffusion continue des clips vidéo 99 Luftballons et 99 Red Balloons. La chaîne accepta la requête et passa les clips de 14h à 15h.
- La chanson sert de leitmotiv dans le film Le correspondant de Jean-Michel Ben Soussan.
- La chanson est un leitmotiv dans le roman Le Cénotaphe de Newton de Dominique Pagnier.

## Classements

### 99 Luftballons
| Classement (1983–1984)                 | Meilleure position |
| -------------------------------------- | ------------------ |
| Allemagne (Media Control AG)           | 1                  |
| Australie (Kent Music Report)          | 1                  |
| Autriche (Ö3 Austria Top 40)           | 1                  |
| Belgique (Flandre Ultratop 50 Singles) | 1                  |
| Belgique (Flandre VRT Top 30)          | 1                  |
| États-Unis (Billboard Hot 100)         | 2                  |
| États-Unis (Cash Box)                  | 1                  |
| États-Unis (Hot Dance Club Play)       | 22                 |
| France (SNEP)                          | 2                  |
| Italie (FIMI)                          | 21                 |
| Norvège (VG-lista)                     | 4                  |
| Nouvelle-Zélande (RMNZ)                | 1                  |
| Pays-Bas (Nederlandse Top 40)          | 1                  |
| Pays-Bas (Single Top 100)              | 1                  |
| Pologne (Classements Singles)          | 23                 |
| Suède (Sverigetopplistan)              | 1                  |
| Suisse (Schweizer Hitparade)           | 1                  |

| Classement (1983)              | Position |
| ------------------------------ | -------- |
| Allemagne (Media Control AG)   | 2        |
| Autriche (Ö3 Austria Top 40)   | 17       |
| Belgique (Flandre Ultratop 50) | 27       |
| Italie (FIMI)                  | 83       |
| Pays-Bas (Nederlandse Top 40)  | 14       |
| Pays-Bas (Single Top 100)      | 5        |
| Suisse (Schweizer Hitparade)   | 6        |

| Classement (1984)              | Position |
| ------------------------------ | -------- |
| Australie (Kent Music Report)  | 18       |
| États-Unis (Billboard Hot 100) | 28       |
| États-Unis (Cash Box)          | 31       |

| Pays              | Certification | Date         | Ventes  |
| ----------------- | ------------- | ------------ | ------- |
| Allemagne (BVMI)  | Or            | 1983         | 250 000 |
| États-Unis (RIAA) | Or            | 26 mars 1984 | 500 000 |
| France (SNEP)     | Or            | 1983         | 766 000 |

### 99 Red Balloons
| Classement (1984)                | Meilleure position |
| -------------------------------- | ------------------ |
| Afrique du Sud (Springbok Radio) | 3                  |
| Canada (50 Singles)              | 1                  |
| Canada (CHUM)                    | 1                  |
| Espagne (AFYVE)                  | 10                 |
| Irlande (IRMA)                   | 1                  |
| Royaume-Uni (UK Singles Chart)   | 1                  |

| Classement (1984)        | Position |
| ------------------------ | -------- |
| Canada (Top 100 Singles) | 13       |

| Pays              | Certification | Date           | Ventes certifiées |
| ----------------- | ------------- | -------------- | ----------------- |
| Canada (CRIA)     | Platine       | 1er avril 1984 | 10 000            |
| Royaume-Uni (BPI) | Or            | 1er mars 1984  | 400 000           |